# Meraf Bahta
Meraf Bahta Ogbagaber (sinh ngày 24 tháng 6 năm 1989) là một vận động viên chạy bộ tầm trung  người Thụy Điển sinh ra ở Eritrea, chuyên về 1500 mét và 3000 mét.

## Tiểu sử
Cô được sinh ra ở Dekishahay.  Khi còn là một thiếu niên, cô đã tham gia các cuộc đua cơ sở tại Giải vô địch quốc gia xuyên quốc gia IAAF, hoàn thành hạng  thứ mười hai vào năm 2006 và thứ sáu vào năm 2007.  Cùng với các đồng đội của mình, cô đã giành được huy chương bạc trong sự kiện của đội tại giải vô địch năm 2007.  Cô đã hoàn thành thứ năm chặng1500 mét tại Giải vô địch thế giới năm 2006.  Tại Thế vận hội toàn châu Phi năm 2007, cô đã hoàn thành thứ bảy trong chặng 5000 mét.  Cô đã tham gia cuộc đua xuyên quốc gia cao cấp đầu tiên của mình tại Giải vô địch quốc gia xuyên quốc gia 2008, nhưng chỉ về đích thứ 43.
Cô chuyển đến Thụy Điển vào năm 2008.  Bahta có giấy phép cư trú vĩnh viễn vào năm 2012 và đã nộp đơn xin quốc tịch Thụy Điển.  Vào tháng 12, cô đã có quốc tịch và kể từ năm 2014, cô đủ điều kiện để thi đấu cho Thụy Điển trong các giải vô địch quốc tế.  Cô đại diện cho Thụy Điển tại Thế vận hội mùa hè 2016.
Năm 2014, cô cũng đã giành được Tjejmilen.
Cô đã hoàn thành thứ 9 trong cự ly 1500m tại Giải vô địch điền kinh thế giới 2017.
Vào ngày 26 tháng 7 năm 2018, tờ Aftonbladet của Thụy Điển đã báo cáo rằng cô bị nghi ngờ vi phạm sử dụng doping.